# Albert Argudo i Lloret
Albert Argudo i Lloret (Barcelona, 1945) és un director d'orquestra català.
Cursà estudis musicals de violí, piano, composició i direcció d'orquestra amb Eduard Toldrà, Joan Massià, Joaquim Zamacois, Xavier Montsalvatge, Antoni Ros i Marbà i Joan Guinjoan. A partir del 1974 va dirigir l'Orquestra de Cambra de l'Ateneu i la del Gran Teatre del Liceu. Fou director de la Banda Municipal de Barcelona (1980-1993), amb la qual va realitzar al voltant d'un miler de concerts amb una gran repercussió popular i social. Des del 1981 director associat de l'Orquestra Ciutat de Barcelona. Ha col·laborat amb solistes de talla internacional com Montserrat Caballé, Alfredo Kraus, Narciso Yepes, etc. Ha realitzat gran quantitat d'estrenes absolutes i primeres audicions dels autors catalans més importants i fins i tot li han dedicat obres.
Director fundador de l'Orquestra Simfònica del Vallès, de la qual va ser responsable des del 1987 fins al 1993, amb un total de més de dos-cents concerts realitzats. Amb aquesta agrupació va aconseguir el 1992 el Premi Nacional de Música de la Generalitat Catalana.
Va obtenir la càtedra de Direcció d'orquestra del Conservatori Superior Municipal de Música de Barcelona.
Com a compositor ha creat música per al cinema, teatre i televisió.